# Episodi di Harley Quinn (quinta stagione)
La quinta stagione della serie animata Harley Quinn è stata pubblicata sul servizio streaming Max dal 16 gennaio 2025 al 20 marzo 2025.
| n. | Titolo originale                            | Pubblicazione USA |
| -- | ------------------------------------------- | ----------------- |
| 1  | The Big Apricot                             | 16 gennaio 2025   |
| 2  | Back to School                              | 23 gennaio 2025   |
| 3  | Floronic Man                                | 30 gennaio 2025   |
| 4  | Breaking Brainiac                           | 6 febbraio 2025   |
| 5  | Big Pasta Dinner                            | 13 febbraio 2025  |
| 6  | Bottle My Heart                             | 20 febbraio 2025  |
| 7  | Frankette                                   | 27 febbraio 2025  |
| 8  | Family Feud                                 | 6 marzo 2025      |
| 9  | Bottle Episode (But Not a 'Bottle Episode') | 13 marzo 2025     |
| 10 | The Mess Is the Point                       | 20 marzo 2025     |